# Geurt Pos
Geurt Pos (Kortenhoef, 24 september 1934 - aldaar, 18 juli 2001) was een Nederlands beroepswielrenner. Pos behaalde in zijn eerste jaar als prof (1958) zijn enige overwinning als professioneel wielrenner in de Ronde van Rijen. Als amateur won Pos onder andere de Omloop der Kempen (1956). 
Meer bekendheid geniet Pos als organisator van het criterium De Ronde van Kortenhoef. Mede door zijn organisatietalent en uitstekende contacten slaagde Pos erin om jarenlang grote renners aan de start te krijgen. Kortenhoef was een begrip in de wielerwereld. Pos besloot met dit criterium te stoppen nadat de junioren een hoger gemiddelde haalden dan de profs. Pos vond dat de profs hun werk niet serieus deden.
Naast organisator van Kortenhoef was Pos ook een van de drijvende krachten van de marathonschaatswedstrijden in Ankeveen (Nederlands Kampioenschap en Driedaagse van Ankeveen).